# کیش‌هرند
کیش‌هرند (به مجاری:  Kisherend) یک شهرداری در مجارستان است که در ناحیه پچ واقع شده‌است. کیش‌هرند ۶٫۹۲ کیلومتر مربع مساحت و ۲۰۱ نفر جمعیت دارد.